# Ivan Nanut
Ivan Nanut, slovenski športnik, * 1. maj 1886, Rubije, Sovodnje ob Soči, † 28. marec 1958, Tržič, Gorica.
Ivan Nanut je do leta 1903 delal kot kmet pri judu Leviju iz Villanove, nato pa je odšel v Gradec, kjer je bil kovaški vajenec. Poleg tega je v Gradcu obiskoval tudi strokovno šolo in se ukvarjal z rokoborbo. Leta 1906 je v rokoborbi na tekmovanju v Gradcu postal prvak Avstro-Ogrske, hkrati pa je pridobil diplomo športnega učitelja. Leta 1908 se je zaposlil v novo odprti ladjedelnici v Tržiču in tam delal do upokojitve.
Leta 1909 je v Sovodnjah ustanovil telovadni odsek, ki se je pridružil že prej ustanovljenemu pevskemu društvu Zvezda. Leta 1919 je s športnim klubom iz Tržiča osvojil zlato medaljo v rokoborbi na deželnih tekmah.